# ピナゼパム
ピナゼパム（英：Pinazepam、商品名：Domar、Duna）はベンゾジアゼピン系薬物である。抗不安薬、抗てんかん薬、鎮静薬、骨格筋弛緩薬としての作用がある。

ピナゼパムとその代謝物であるN-デスメチルジアゼパムは子宮の胎児に移行するが、母親の血漿中薬物濃度は通常胎児よりも有意に高い。
ピナゼパムは他のベンゾジアゼピンと異なり、ベンゾジアゼピン構造のN-1位にプロパルギル基を持つ。ジアゼパムよりも毒性が低く、動物実験では、抗不安作用と抗興奮作用があり、睡眠作用と協調運動障害作用は限られているようである。ピナゼパムは経口投与後、速やかに吸収される。ピナゼパムの主な活性代謝物は、デプロパルギルピナゼパム（N-デスメチルジアゼパム、ノルダゼパム）とオキサゼパムである。ヒトでは、ピナゼパムはベンゾジアゼピン系の他の薬理学的特徴をほとんど持たないという点で、純粋な抗不安薬として作用する。知的作用、運動作用、睡眠作用がないため、他のベンゾジアゼピン系薬剤よりも日中の使用に適している。高齢者では半減期が長くなる。

## 関連記事
- クロラゼプ酸